# Valle de Eslonza
El valle de Eslonza (Valdeslonza en leonés) es una comarca leonesa que se encuentra entre los actuales municipios de Gradefes y Villasabariego, la provincia de León, Comunidad Autónoma de Castilla y León, España.
Está formada por las tierras horadadas por el río Moro, que nace en el Valle Campazas y desemboca en el río Porma a la altura del Puente Villarente. Discurre por los montes que separan los Valles de los ríos Esla y Porma.
La comarca incluye las localidades de:
- Mellanzos
- Santa Olaja de Eslonza
- Villarmún
- Palazuelo de Eslonza

- Datos: Q27961502